# نادي سرخبوشان دلوارافزار
نادي سرخبوشان دلوارافزار (بالفارسية: باشگاه فوتبال سرخپوشان دلوار افزار) ، هي نادي رياضي لكرة القدم، أسست في طهران بتاريخ 5 أكتوبر سنة 2003م، وكانت آخر مشاركة نادي سرخبوشان دلوار هي بطولة دوري أزادكان في موسم 2007-2008 ، وكانت ترتيبها السادس في المجموعة الأولى.

## مصدر
1. ↑  "خطای نابهنگام" تيم سرخ پوشان دلوارافزار تيم دوم باشگاه پرسپوليس شد (بالفارسية). وكالة أنباء الجمهورية الإسلامية. مؤرشف من الأصل في 2012-02-05. اطلع عليه بتاريخ 2006-09-20. [وصلة مكسورة]